# Sofia Boutella
Sofia Boutella (n. 3 aprilie 1982, Bab El Oued, Provincia Alger, Algeria) este o dansatoare, model și actriță algeriano-franceză.

## Cariera
Născută în Bab El Oued, o suburbie a Algerului pe 3 aprilie 1982. Este fiica unui compozitor pianist jazz Safy Boutella și a unei arhitecte. Sofia a studiat baletul clasic de la vârsta de 5 ani, până când, în 1992 la vârsta de 10 ani, s-a mutat cu familia sa în Franța, unde a început să practice gimnastica ritmică. La vârsta de 18 ani a face parte din echipa națională olimpică.
În același timp, Sofia a studiat dansul hip-hop și participă la unele reclame și filme.
La consacrarea sa artistică a contribuit și participarea într-un spot publicitar de 60 de secunde realizat pentru Nike Women în 2005, urmat de campania publicitară pentru automobilul Mazda 2.
Sofia Boutella a fost observată de către Madonna, care îi oferă să apară în anumite videoclipuri ale  Reginei muzicii pop și să danseze pentru aceasta in turneul ei mondial din 2006 Confessions Tour apoi si la urmatorele turnee mondiale ale Madonnei.
În 2011, este protagonista videoclipului Hollywood Tonight", un single postum pentru regretatul Rege al muzicii Pop, Michael Jackson.
În 2012, Sofia s-a alăturat   distribuției filmului StreetDance2, după care a continuat cu StreetDance 3D, jucând rolul de dansatoare, Eva, și în 2014 ea joacă rolul Gazelle spion letal în filmul Kingsman - Serviciul Secret, alături de Colin Firth, Samuel L. Jackson și Michael Caine.
În 2016 interpretează Jaylah în Star Trek: Dincolo de Limită, cea de-a treisprezecea peliculă din saga.

## Filmografia

### Cinema
- Le defi, regizat de Blanca Li (2002)
- StreetDance 2, regizat de Max Giwa și Dania Pasquini (2012)
- Kingsman - Serviciul Secret (Kingsman: Serviciul Secret) regizat de Matthew Vaughn (2014)
- Monștrii: Continentul întunecat regizat de Tom Green (2014)
- Star Trek: Dincolo de Limită, regizat de Justin Lin (2016)
- Mumia (Mumia), regia de Alex Kurtzman (2017)
- Blonda atomică (Blonda atomică), regizat de David Leitch (2017)
- Settlers (2021)
- Prizonieri pe tărâmul spiritelor (2021)

### Televiziune
- Les Cordier, juge et flic - serie TV, episodul 1 (2004)
- Permis d ' aimer, regizat de Rachida Krim - film TV (2005)

### Actriță dublă
- Azur și Asmar, regizat de Michel Ocelot (2006)

## Duble actrițe italiene
În versiunile în limba italiană din filmele sale, a fost dublată de:
- Ilaria Latini în Kingsman - Serviciul Secret, Star Trek Beyond.
- Valentina Favazza în StreetDance 2.
- Gaia Bolognesi în Mumia.